# Superba
Superba is een historisch merk van motorfietsen.
De bedrijfsnaam was: Fratelli Casazza, Genova-Quinto.
De gebroeders Casazza gingen in 1928 sportieve 173 cc-modellen met kopklepmotoren van Piazza en later van JAP produceren. Eind jaren twintig kregen lichte motorfietsen ("Motoleggere") een belastingvoordeel, waardoor grote merken die tot dat moment zwaardere modellen leverden ook lichte motorfietsen gingen bouwen, zoals de Moto Guzzi P 175, waarvan ruim 1.500 exemplaren werden verkocht. Daardoor werd de concurrentiepositie van kleinere merken beperkt. De productie van Superba werd in 1935 beëindigd. 